# Barbara Szlachetka
Barbara Szlachetka est une athlète polonaise née le 17 mai 1956 à Łomża et morte le 24 novembre 2005 à Hambourg, coureuse d'ultramarathon, représentante de la Pologne, détentrice de records du monde, inscrite au Livre Guinness des records. Elle est technicienne en électronique de profession.

## Biographie
Enfant, elle souffre d'engourdissement des jambes et risque d'être immobilisée dans un fauteuil roulant. Elle réussit à surmonter la maladie et étudie ensuite à l'université d'éducation physique de Wrocław.
Elle est inscrite dans le Livre Guinness des records pour les 100 premiers marathons dans le temps le plus court : 1 an, 11 mois, 9 jours (15 novembre 1997 au 24 octobre 1999) ainsi que le plus grand nombre de marathons au cours d'une année depuis son premier marathon (du 15 novembre 1997 au 14 novembre 1998) : 52 marathons (ou ultramarathons),.
Depuis juillet 2004, Barbara Szlachetka lutte contre un cancer. Malgré cela, elle continue à courir et a participe à de nombreux événements sportifs. Elle meurt le 24 novembre 2005 à Hambourg,.